# Eucharia Njideka Iyiazi
Eucharia Njideka Iyiazi, née le 19 décembre 1973, est une athlète handisport nigériane, concourant dans la catégorie F57/58 du lancer du poids et du lancer du disque. 

## Palmarès
Aux Jeux paralympiques d'été de 2004 à Athènes, elle gagne la médaille d'argent dans l'épreuve F56-58 du lancer du javelot. Quatre ans plus tard, aux Jeux paralympiques d'été de 2008 à Pékin, en Chine. Là, elle rafle l'or à la fois à l'épreuve féminine de lancer du poids F57/F58 et à celle du lancer du disque F57/F58. À Pékin, Iyiazzi établit le record du monde pour la classe F58 au poids et au disque. Iyiazi obtient la médaille de bronze aux Jeux paralympiques d'été de 2012 à Londres. En 2016 à Rio de Janeiro, elle rafle lors avec un jet à 27,54 m, sa meilleure marque de la saison, derrière l'Algérienne Nassima Saifi et l'Irlandaise Orla Barry.
Aux Jeux du Commonwealth de 2018 à Gold Coast, elle remporte la médaille de bronze en lancer de disque F57.